# François Marius Granet
François Marius Granet, född 17 december 1777, död 21 november 1849, var en fransk konstnär.
Granet var lärjunge till Jacques-Louis David. Han vistades 1802–1819 i Rom och övergav den klassicerande riktningen. Granet målade religiösa motiv, historisk genre och porträtt. Han ägnade särskild uppmärksamhet åt ljusproblemen i måleriet. 